# Lodin Lepp
Lodin Lepp war ein norwegischer Diplomat im 13. Jh. unter König Magnus Håkonsson.
1258 begleitete er Kristine, die Tochter König Håkon Håkonssons, nach Kastilien, wo diese den Bruder Alfons X. von Kastilien, Philipp heiratete. Er reiste auch 1262 im Auftrag des Königs mit Jagdfalken und anderen Geschenken zum Kalif Muhammad I. al-Mustansir von Tunis. Es gibt eine Nachricht aus der Zeit um 1200, dass der Sultan von Ägypten für einen Jagdfalken 1.000 Denare bezahlte. Auch nach Ägypten wurde er gesandt.
1280 ging er nach Island, um die Jónsbók auf dem Allthing annehmen zu lassen und den Huldigungseid für den Thronfolger Erik Magnusson entgegenzunehmen. 1281 war er Vormund des noch unmündigen Königs Erik II.